# Lycaena basijuncta
Lycaena basijuncta är en fjärilsart som beskrevs av Courvoisier 1912. Lycaena basijuncta ingår i släktet Lycaena och familjen juvelvingar. Inga underarter finns listade i Catalogue of Life.